# Missões diplomáticas da República Democrática do Congo

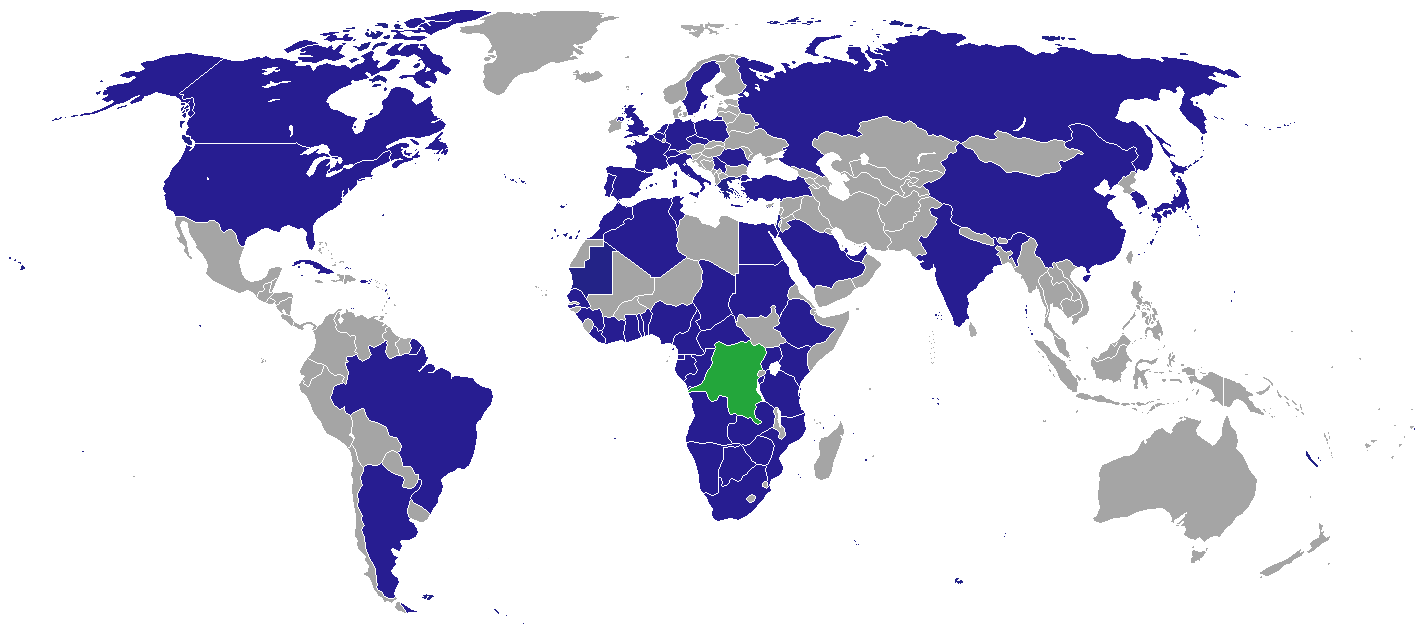
Missões diplomáticas da República Democrática do Congo.

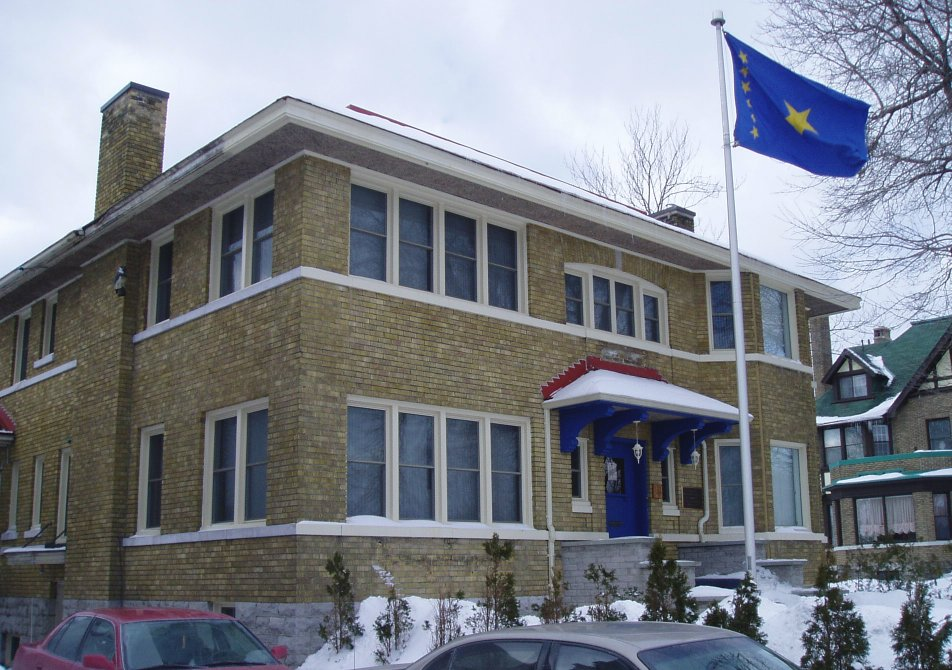
Embaixada da República Democrática do Congo em Ottawa, Canadá.

Abaixo estão listadas as embaixadas e consulados da República Democrática do Congo:

## Europa
- Alemanha
  - Bonn (Embaixada)
- Bélgica
  - Bruxelas (Embaixada)
  - Antuérpia (Consulado-geral)
- Espanha
  - Madrid (Embaixada)
- França
  - Paris (Embaixada)
- Grécia
  - Atenas (Embaixada)
- Itália
  - Roma (Embaixada)
- Países Baixos
  - Haia (Embaixada)
- Polónia
  - Varsóvia (Embaixada)
- Portugal
  - Lisboa (Embaixada)
- Chéquia
  - Praga (Embaixada)
- Roménia
  - Bucareste (Embaixada)
- Rússia
  - Moscow (Embaixada)
- Sérvia
  - Belgrade (Embaixada)
- Suécia
  - Estocolmo (Embaixada)
- Reino Unido
  - Londres (Embaixada)
- Suíça 
  - Berna (Embaixada)

## América
- Argentina
  - Buenos Aires (Embaixada)
- Brasil
  - Brasília (Embaixada)
- Canadá
  - Ottawa (Embaixada)
- Cuba
  - Havana (Embaixada)
- Estados Unidos
  - Washington DC (Embaixada)

## África
- África do Sul
  - Pretória (Embaixada)
- Angola
  - Luanda (Embaixada)
- Benim
  - Cotonou (Embaixada)
- Burundi
  - Bujumbura (Embaixada)
- Camarões
  - Yaoundé (Embaixada)
- Chade
  - N'Djamena (Embaixada)
- Costa do Marfim
  - Abidjã (Embaixada)
- Egito
  - Cairo (Embaixada)
- Etiópia
  - Addis Ababa (Embaixada)
- Gabão
  - Libreville (Embaixada)
- Guiné
  - Conacri (Embaixada)
- Marrocos
  - Rabat (Embaixada)
- Moçambique
  - Maputo (Embaixada)
- Namíbia
  - Windhoek (Embaixada)
- Nigéria
  - Abuja (Embaixada)
- Quênia
  - Nairóbi (Embaixada)
- República Centro-Africana
  - Bangui (Embaixada)
- Predefinição:República do Congo
  - Brazzaville (Embaixada)
- Senegal
  - Dakar (Embaixada)
- Sudão
  - Cartum (Embaixada)
- Tanzânia
  - Dar es Salaam (Embaixada)
- Togo
  - Lomé (Embaixada)
- Uganda
  - Kampala (Embaixada)
- Zâmbia
  - Lusaka (Embaixada)
- Zimbabwe
  - Harare (Embassy)

## Ásia
- China
  - Pequim (Embaixada)
- Coreia do Sul
  - Seul (Embaixada)
- Índia
  - Nova Délhi (Embaixada)
- Japão
  - Tóquio (Embaixada)

## Organizações multilaterais
- Nova Iorque (Delegação ante as Nações Unidas)
- Genebra (Delegação ante as Nações Unidas)